# Siklósi Gyula
Siklósi Gyula (Budapest, 1949. január 21. – Székesfehérvár, 2017. február 16.) magyar régész, történész, a történettudomány kandidátusa, a középkori Székesfehérvár egyik legnagyobb kutatója. 2012-ben Székesfehérvár díszpolgárává avatta a város közgyűlése.

## Életrajza
1977-ben az Eötvös Loránd Tudományegyetem Bölcsészettudományi Karának régész–történelem szakán diplomázott. 1994-ben sikerrel védte meg kandidátusi értekezését. 1978-tól folytatott kutatásokat Székesfehérvár történelmével kapcsolatban. Kutatási területe eleinte a középkori, mérműves ablakok összegyűjtésére, tipizálására, majd később a középkori városrégészetre terjedt ki.
Az MTA Régészeti Intézetének tudományos munkatárásaként majd főmunkatársaként Székesfehérvár és térsége topográfiájának kiépítésében játszott úttörő szerepet. Lakóhelyeinek története és hagyományörzése legalább ennyire foglalkoztatta: Budakeszi, Körmend majd Székesfehérvár igazi lokálpatriótaként ismerhette meg.
2014. március 15-én a Magyar Érdemrend lovagkeresztjével tüntették ki.

## Művei
- Die mittelalterlichen Wehranlagen Burg- und Stadtmauern von Székesfehérvár. Varia archaeologica Hungarica 12. Budapest, 1999
- Királyaink emléke – In memory of our kings (Borbély Bélával) Nap Kiadó, 2006